# Гнилица (село, Великобурлукский район)
Гнили́ца (укр. Гнилиця) — село в Великобурлукском районе Харьковской области Украины. Является административным центром Гнилицкого сельского совета, в который, кроме того, входят сёла Аркушино и Зеленый Гай. В этом селе рос и некоторое время жил музыкант Антон Кравченко.
Код КОАТУУ — 6321481001. Население по переписи 2001 г. составляет 718 (325/393 м/ж) человек.

## Географическое положение
Село Гнилица находится на берегу реки Гнилица, выше по течению примыкает село Гнилица Первая, ниже — село Зеленый Гай.

## История
- Недалеко от села Гнилица обнаружены поселения поздней бронзы (І тыс. до н. э.) и Салтовской культуры (VIII-Х ст. н. э.).
- В 1185 году через земли нынешнего Великобурлукского района шла рать Игоря Святославовича и на территории сегодняшней Гнилици разбила передовой отряд половцев. Данный исторический факт является страницей мирового шедевра «Слово о полку Игоревом»[2].
- 1719 — дата основания[1].

## Экономика
На территории Гнилицкого сельского совета действует несколько сельскохозяйственных предприятий. Крупнейшим среди частных и фермерских хозяйств является С(Ф)Х «ЛАН». Основные направления работы: выращивание зерновых, кукурузы, подсолнечника.

## Объекты социальной сферы
- Дошкольное учреждение «Теремок» при Гниличанском сельском совете. Находится в помещении школы.
- Гниличанская ООШ І-ІІІ ст.
- Клуб с библиотекой.
- ФАП.
- Почтовое отделение.
- 4 магазина.

## Достопримечательности
- Братская могила советских воинов.
- Гидрологический заказник местного значения «Гнилицкий». Площадь 175,8 га.

## Религия
- Покровский храм. Каменное здание построено и освящено в 1812 году. Колокольня не сохранилась. Церковь требует восстановления, также в ней проводятся нерегулярные богослужения.[3]

## Экология
- Через село проходит ЛЭП 110 кВ.